# Északkeleti választókerület (Izland)

Elhelyezkedése

Az Északkeleti választókerület (izlandiul Norðausturkjördæmi, kiejtése: ˈnɔrðˌœistʏrˌcʰœrˌtaiːmɪ) Izland hat választókerületének egyike, amely tíz képviselőt küldhet a parlamentbe. Legnagyobb városa Akureyri.
A választókerület a Þrándarjökull és Tungnafellsjökull gleccserek teljes térségét, valamint a Vatnajökull környezetének északi részét foglalja magában.

## Területe

### Régiók és önkormányzatok
- Régiók: Keleti és Északkeleti régiók
- Önkormányzatok: Akureyri, Dalvíkurbyggð, Eyjafjarðarsveit, Fjallabyggð, Fjarðabyggð, Fljótsdalshreppur, Grýtubakkahreppur, Hörgársveit, Langanesbyggð, Múlaþing, Norðurþing, Skútustaðahreppur, Svalbarðshreppur, Svalbarðsstrandarhreppur, Þingeyjarsveit, Tjörneshreppur és Vopnafjörður

### Települések
- Akureyri
- Húsavík
- Reyðarfjörður
- Egilsstaðir
- Dalvík
- Siglufjörður
- Neskaupstaður
- Eskifjörður
- Ólafsfjörður
- Seyðisfjörður
- Vopnafjörður
- Fáskrúðsfjörður

## Fordítás
- Ez a szócikk részben vagy egészben  a   Northeast (Icelandic constituency) című angol Wikipédia-szócikk ezen változatának fordításán alapul.  Az eredeti cikk szerkesztőit annak laptörténete sorolja fel. Ez a jelzés csupán a megfogalmazás eredetét és a szerzői jogokat jelzi, nem szolgál a cikkben szereplő információk forrásmegjelöléseként.